# تربچ
تربچ (به لاتین: Tërbaç) یک منطقهٔ مسکونی در آلبانی است که در شهرستان ولوره واقع شده‌است.